# Molophilus orion
Molophilus orion är en tvåvingeart som beskrevs av Alexander 1914. Molophilus orion ingår i släktet Molophilus och familjen småharkrankar.
Artens utbredningsområde är Costa Rica. Inga underarter finns listade i Catalogue of Life.